# 云南话
云南话是漢語西南官话的一种。
云南本地历史稍长的汉族家族绝大多数来自于江淮地区，很多人家都自称明朝时候从当时中国首都南京附近迁至云南。在云南不同的地方，汉族语言与当地少数民族语言经过长期融合，已经发生了很多变化，导致了一个省内的语言有很多种发音及习惯用语，但是仔细辨识后仍然发现一些古代汉语的发音和江苏方言的专有名词存在于云南方言中。